# Ctenus hosei
Ctenus hosei este o specie de păianjeni din genul Ctenus, familia Ctenidae, descrisă de F. O. P.-cambridge, 1897. Conform Catalogue of Life specia Ctenus hosei nu are subspecii cunoscute.